# Mansión George K. Crozer
La mansión George K. Crozer, también conocida como Netherleigh, fue una mansión histórica que estaba ubicada en Upland, condado de Delaware, Pensilvania.

## Historia y características arquitectónicas
Construida por George K. Crozer, hijo de John Price Crozer, quien fundó un negocio de molienda en el cercano Chester Creek, así como el moderno distrito de Upland, esta mansión de estilo italiano fue erigida en 1869. Fue agregada al Registro Nacional de Lugares Históricos en 1973, destruida por un incendio en junio de 1990, y posteriormente demolida.
La mansión . 